# Ilha das Cabras (São Paulo)
Ilha das Cabras fica localizada em Ilhabela, no litoral norte do estado brasileiro de São Paulo. Até o ano de 2015 a ilha era ocupada pelo ex-senador Gilberto Miranda, afastado da política desde 2005. A ilha conta com uma mansão de frente para o Canal de São Sebastião e um heliponto.